# Zbigniew Chmielak
Zbigniew Chmielak – polski kardiolog, profesor nauk medycznych; profesor nadzwyczajny Instytutu Kardiologii im. Prymasa Tysiąclecia Kardynała Stefana Wyszyńskiego w Warszawie-Aninie. 

## Życiorys
W 1995 obronił w anińskim Instytucie Kardiologii pracę doktorską pt. Udrożnienia tętnic wieńcowych. Wyniki wczesne i odległe, przygotowaną pod kierunkiem Witolda Rużyłły. Habilitował się w 2006 na podstawie oceny dorobku naukowego i rozprawy pt. Bezpośrednie i odległe wyniki chorych ze zwężeniem zastawki dwudzielnej leczonych metodą przezskórnej walwuloplastyki techniką Inoue. Tytuł naukowy profesora nauk medyczny został mu nadany w 2014. W ramach Instytutu Kardiologii w Aninie pracuje w Klinice Kardiologii i Angiologii Interwencyjnej na pozycji zastępcy kierownika, którym jest Adam Witkowski.
Na dorobek naukowy Z. Chmielaka składa się szereg opracowań oryginalnych publikowanych m.in. w czasopismach takich jak „JACC: Cardiovascular Interventions”, „BMC Cardiovascular Disorders", „Postępy w Kardiologii Interwencyjnej”, „American Journal of Cardiology” oraz „Kardiologia Polska”.
Należy do Asocjacji Interwencji Sercowo-Naczyniowych Polskiego Towarzystwa Kardiologicznego.